# Martin Jakubko
Martin Jakubko (Szinyeújfalu, 1980. február 26. –) szlovák válogatott labdarúgó, jelenleg az MFK Ružomberok játékosa. Posztját tekintve csatár.
A szlovák válogatott tagjaként részt vett a 2010-es világbajnokságon.

## Sikerei, díjai
Dukla Banská Bystrica
- Szlovák kupagyőztes (1): 2004–05